# Scaeva caucasica
Scaeva caucasica är en tvåvingeart som beskrevs av Kuznetzov 1985. Scaeva caucasica ingår i släktet glasvingeblomflugor, och familjen blomflugor. Inga underarter finns listade i Catalogue of Life.